# Вацано
Ваца̀но (на италиански: Vazzano) е село и община в Южна Италия, провинция Вибо Валентия, регион Калабрия. Разположено е на 357 m надморска височина. Населението на общината е 1092 души (към 2012 г.).